# Sauce (departement)
Sauce is een departement in de Argentijnse provincie Corrientes. Het departement (Spaans:  departamento) heeft een oppervlakte van 1.760 km² en telt 9.151 inwoners.

## Plaats in departement Sauce
- Sauce